# Болезнь Горхема
Болезнь Горхема (гемангиомы с остеолизисом, костнососудистая дисплазия, исчезающая кость, фантомная кость и т. д.) — редкое врождённое заболевание, проявляющееся массивным разрастанием сосудов (сосудистыми мальформациями) с замещением и разрушением костной ткани. Впервые болезнь была описана Горхемом с соавт. в 1954 году.

## Этиология
Этиология заболевания неизвестна.

## Симптомы
Заболевание начинается исподволь, с неспецифических симптомов, и диагностика на ранних этапах затруднена. Характерны тупые монотонные скелетно-мышечные боли и слабость. Болезнь Горхема может быть причиной патологических переломов, острого или хронического болевого синдрома. В детском возрасте развивается деформация кости. Помимо костных сосудистых мальформаций, у больного также могут отмечаться кожные или мягкотканные мальформации сосудов. Заболевание сопровождается остеолизом и резорбцией кости с фиброзом. Поражению костей грудной клетки может сопутствовать перикардиальный или плевральный выпот.
Заболевание может как спонтанно регрессировать, так и иметь агрессивное течение с неблагоприятным прогнозом.

## Лечение
Лечение заболевания заключается главным образом в приостановке прогрессирования патологического процесса. Терапевтические меры включают:
- лучевую терапию
- терапию бифосфонатами (анти-остеокластический эффект)
- терапию альфа-интерфероном

Активно применяются хирургические пособия, такие как удаление поражённой костной ткани, протезирование, реконструктивные операции и др.; приживление костных трансплантатов имеет ограниченный эффект, так как часто они подвергаются быстрой резорбции.